# Astathes gemmula
Astathes gemmula là một loài bọ cánh cứng trong họ Cerambycidae.